# Рудольф Небальд
Рудольф Небальд (угор. Nébald Rudolf, нар. 7 вересня 1952, Будапешт, Угорщина) — угорський фехтувальник на шаблях, бронзовий призер Олімпійських ігор 1980 року, чемпіон світу.

## Виступи на Олімпіадах
| Олімпіада   | Дисципліна     | Місце |
| ----------- | -------------- | ----- |
| Москва 1980 | командна шабля | 3     |